# Victor Malka
Pour les articles homonymes, voir Malka.
Natif du Maroc, Victor Malka est producteur à France Culture de l'émission Maison d'études qui a succédé à Écoute d'Israël, le dimanche matin, de septembre 2004 jusqu'à septembre 2013.
Il est directeur de la revue Information juive, a enseigné à l'université Paris X-Nanterre et à HEC et est par ailleurs le frère de Shlomo Malka.